# أونتيجولا
أونتيجولا (بالإنجليزية: Ontígola)‏ هي بلدية ومدينة في منطقة الحكم الذاتي كاستيا-لا مانتشا وتقع في مقاطعة طليطلة في وسط إسبانيا. تبلغ مساحة هذه المدينة 42 (كم²)، ويبلغ عدد سكانها 4042 نسمة حسب إحصاء المعهد الوطني الإسباني سنة 2012 م.

## وصلات خارجية
- الموقع الرسمي